# Stout
 (mai 2022).
Si vous disposez d'ouvrages ou d'articles de référence ou si vous connaissez des sites web de qualité traitant du thème abordé ici, merci de compléter l'article en donnant les références utiles à sa vérifiabilité et en les liant à la section « Notes et références ».
Pour les articles homonymes, voir Stout (homonymie).

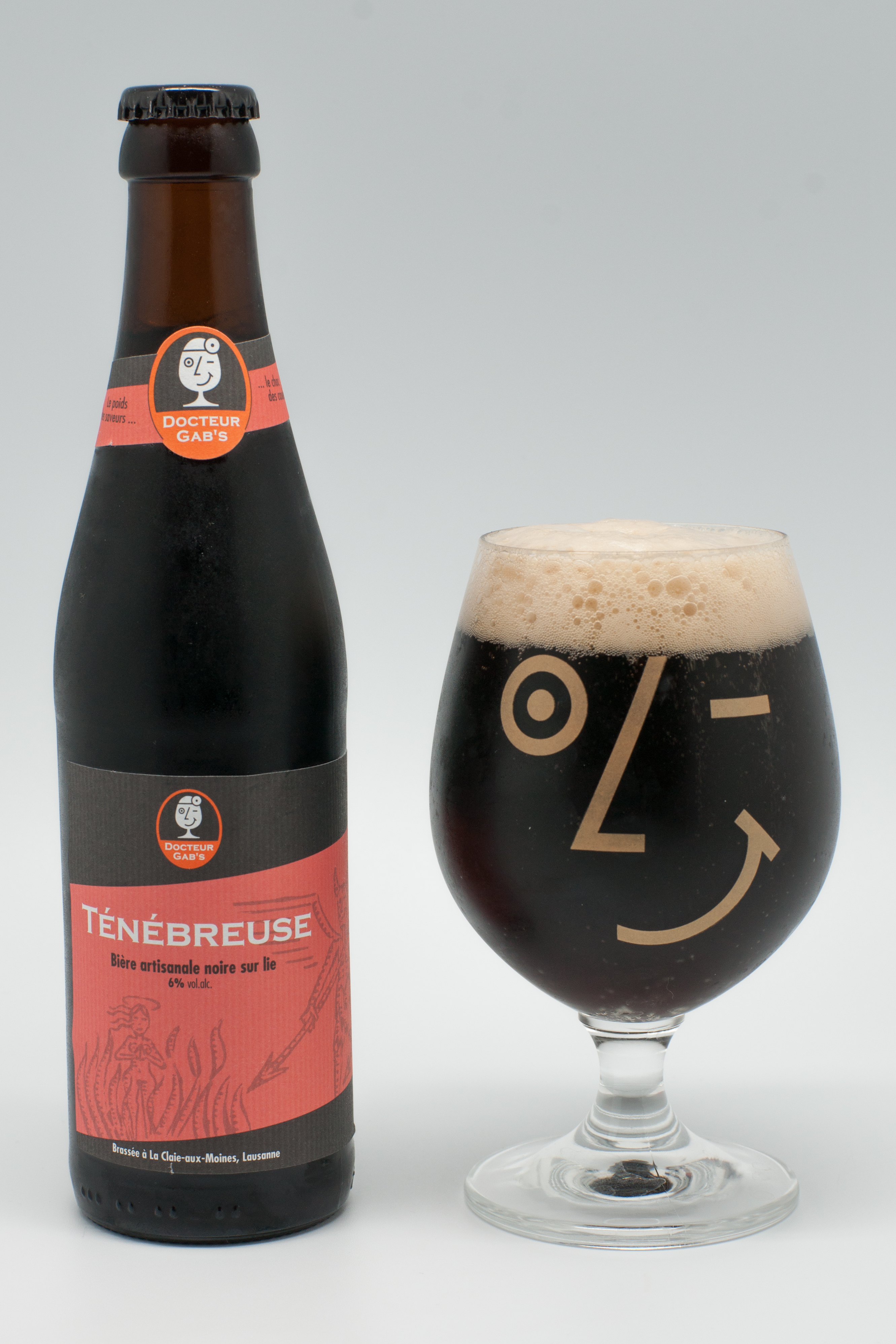
Docteur Gab's Ténébreuse.

Le stout, ou la stout, est une bière brassée à partir d'un moût caractérisé par sa teneur en grains hautement torréfiés. La présence de ces grains bien grillés dans la recette confère la couleur foncée à la bière ainsi qu'un goût de café ou de cacao. Cette bière est devenue une spécialité irlandaise. Son origine première est cependant anglaise par sa filiation avec la porter. 
Plusieurs marques irlandaises brassent des stouts : Beamish, Guinness, Murphy's ou Caffrey. Le genre a désormais dépassé les frontières de l'Irlande et est produit par des brasseries ailleurs en Europe.